# Platístomon
Platístomon (Platystomo) är en ort i Grekland.   Den ligger i prefekturen Fthiotis och regionen Grekiska fastlandet, i den centrala delen av landet, 180 km nordväst om huvudstaden Aten. Platístomon ligger 178 meter över havet och antalet invånare är 251.
Terrängen runt Platístomon är huvudsakligen kuperad, men åt sydost är den platt.Runt Platístomon är det ganska glesbefolkat, med 23 invånare per kvadratkilometer. Närmaste större samhälle är Makrakómi, 3,2 km söder om Platístomon. == Kommentarer ==
1. ↑  Framräknat ur variansen i alla höjduppgifter (DEM 3") från Viewfinder Panoramas, inom 10 km radie.[2] Mer om algoritmen finns här: Användare:Lsjbot/Algoritmer.